# Etnocidio: notas sobre el Mezquital
Etnocidio: notas sobre el Mezquital és un documental dirigit per Paul Leduc i presentat en una sèrie de capítols que van de la A a la Z. És el primer film que sorgeix de l'acord de coproducció entre National Film Board of Canada i Cine-Difusión SEP de Mèxic el 1977. El documental mostra un panorama polític, econòmic i social del poble otomí.

## Argument
Documental que mostra una visió contundent a partir d'un estudi sociològic sobre la situació dels Otomís al Vall del Mezquital situat a l'Estat d'Hidalgo on es presenta un desequilibri en l'ecosistema social i natural. Sense veu en Off, el documental es val de les imatges i declaracions per part dels indígenes per a expressar la problemàtica de la regió que arriba a tenir implicacions nacionals i internacionals.

### Rerefons
| « | Les estadístiques descriuen un panorama esgarrifós on el 46% de la població manca d'aigua potable, eñ 80% manca d'instal·lacions de sanejament, el 50.3% de les morts són causades per malalties contagioses de les quals el 70% són morts en menors de 4 anys. Hi ha un doctor per cada 3,020 persones, un especialista per cada 23,438 i un dentista per cada 56,688. | » |

Les polítiques repressives dels cacics a la zona del Mezquital obliga als otomís a passar d'amos de terres a fer diversos treballs en ciutats o pobles pròxims agreujant el problema d'alcoholisme i augmentant els índexs de mortaldat entre els otomís.

## Capítols

### A. Antecedents
On es mostra la dificultat per a extreure aigua d'un pou, pagesos caminant per un erm i l'escena d'un pagès pensatiu enfront del foc.

### B. Burgesos
Escenes de la burgesia de la regió on es presenten les comoditats de les quals gaudeixen. Un entrevistat declara que els otomís tenen bones mans que serveixen per a treballar.

### C. Classes
Diferents enquadraments de pagesos, nens analfabetes parlant en otomí, cementiri indígena, parlen sobre la despulla de terres on són els rics els qui es queden amb les millors, ells mengen truites i frijoles.

### D. Democràcia
Escenes de Ixmiquilpan davant l'arribada de José López Portillo, candidat a la presidència. Implicats que arriben en camions acompanyats per una cúmbia de Celia Cruz en suport al candidat.l

### E. Etnocidi
Un enterrament pagès, estadístiques i dades de la situació.

### F. Fàbriques
Declaracions que creuen d'una visió a una altra. El capellà dona un sermó sobre el missatge de Crist, en entrevista declara el suport per part de capital estranger a la regió on existeixen recursos encara no explotats. Otomís declaren que el capellà és part de la repressió que sofreix el poble, cops i empresonaments.

### G. Govern
Declaracions dels obrers cap al govern, el qual ajuda només als rics. A la zona han arribat pel·lícules pornogràfiques i bars amb ajuda de "Charros" sindicals. En les obres es mostra el perill que corren els obrers per falta de protecció.

### H. Història
Gegants de Tula, art religiós colonial, maquinària nord-americana.

### I. Indígena
Otomís llegint sobre la història del seu poble.

### J. Justícia
Declaracions de despulles, assassinats de fills, matança ocorreguda el 14 d'abril de 1968, es donen noms de cacics.

### K. Kultura
Cruiximent de color de rosa interpretada per un conjunt indígena.

### L. Lectura
Analfabetisme d'una nena la qual demana perdó.

### M. Migració
60% dels otomís emigren, imatges de la Ciutat de Mèxic.

### O. Otomí: obrer
Mineria, història sobre un obrer i el seu accident que li va costar la seva cama.

### P. Pol·lució
Aigües contaminades

### R. Resum
Vida d'un otomí

### S. Subdesenvolupament
Bracers borratxos, rètols: AIXÍ CONSTRUÏM EL MÈXIC DELS NOSTRES FILLS, ARA MÈXIC ÉS AIXÍ.

### T. Tesi
Chicano parla sobre l'imperialisme que afecta la vida mexicana.

### W. Washington
Verónica Rascón del canal 111 parla sobre la preocupació del govern estatunidenc davant la demografia mexicana, que ha portat al plantejament de l'esterilització.

### Z. Zimapán
Zona desèrtica, míting del SUTERM, policies i helicòpters.

## Premis
Diosa de Plata al mIllor documental i un Ariel especial com a reconeixement.